# 梅尔基施林登
梅尔基施林登（德語：Märkisch Linden）是德国勃兰登堡州的一个市镇，隶属于东普里格尼茨-鲁平县。总面积为44.2平方千米，截至2020年总人口为1230人。